# Asterix und Kleopatra (Comic)

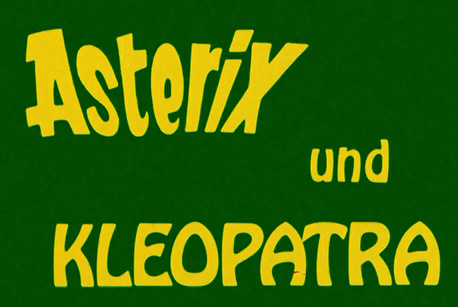

Asterix und Kleopatra (französischer Originaltitel: Astérix et Cléopâtre) ist ein Comic aus der Asterix-Reihe von René Goscinny und Albert Uderzo. In ihm reisen die Helden Asterix und Obelix gemeinsam mit dem Druiden Miraculix nach Ägypten, um dort dem Baumeister der Königin Kleopatra bei der Fertigstellung eines neuen Palastes, der Gegenstand einer Wette mit Caesar ist, zu helfen. Die Erstveröffentlichung erfolgte 1963 in der Comic-Zeitschrift Pilote als ein- bis zweiseitige Fortsetzungen und 1965 als Album. Im Deutschen ist dieses Album abweichend zur französischen Zählung nicht der sechste, sondern der zweite Band.

## Handlung
Der römische Imperator Julius Caesar versucht, Königin Kleopatra VII. bei einem Staatsbesuch in Ägypten klarzumachen, dass ihr Volk inzwischen dekadent geworden sei und daher von den Römern regiert werden müsse. Dies erzürnt die Königin so sehr, dass sie ihm eine Wette anbietet: Innerhalb von drei Monaten werde sie Caesar einen prunkvollen Palast in Alexandria bauen lassen. Auf ihrem Falkenthron sitzend, erteilt sie dem Architekten Numerobis den Auftrag, diesen Palast zu errichten. Sie verspricht, ihn bei Erfolg mit Gold zu überschütten, droht ihm aber gleichzeitig einen grausamen Tod durch Krokodile an, falls er den Termin nicht einhält.
Numerobis macht sich daraufhin mitten im Winter nach Gallien auf, um Rat bei seinem alten Freund Miraculix zu suchen. Dieser ist gleich bereit, zusammen mit Asterix und Obelix nach Ägypten zu fahren und Numerobis beizustehen. Obelix schmuggelt sein Hündchen Idefix in einem Reisesack an Bord des ägyptischen Schiffs, obwohl Asterix die Mitnahme des Hundes abgelehnt hat, mit dem Hinweis, Ägypten sei das Land der Katzen. Unterwegs treffen die Gallier, wie so oft, auf die Piraten, die ihr Schiff diesmal aber lieber selbst versenken, um sich ein paar Hiebe zu ersparen. Nachdem sie den Leuchtturm von Pharos passiert haben, treffen die Reisenden in Alexandria ein, wo Kleopatra ihre Drohung mit den Krokodilen wiederholt.
Im Haus von Numerobis angekommen, stellen sie fest, dass dieser wirklich Hilfe nötig hat: Der Bau weist zahlreiche Konstruktionsfehler auf. Dies zeigt sich auch, als Numerobis’ Hauptkonkurrent Pyradonis auftritt. Er bietet seine Teilnahme an dem Projekt an, was Numerobis aber ablehnt. Erzürnt steigt Pyradonis die Treppe wieder hinunter, kommt auf den ungleichmäßigen und schiefen Stufen ins Stolpern und stürzt, woraufhin ihm noch ein Steinquader von der Decke auf den Kopf fällt. Pyradonis kommt wenig später auf die Palastbaustelle und wiegelt die ägyptischen Arbeiter zum Streik auf. Doch nachdem Miraculix einen Topf Zaubertrank zubereitet und ausgeteilt hat, wird die Arbeit am Palast sehr erleichtert und beschleunigt. Pyradonis schickt daraufhin seinen Untergebenen Schraubzieris in die Steinbrüche, um weitere Steinlieferungen für Numerobis’ Baustelle zu verhindern. Der Leiter des Schiffszuges geht auf Schraubzieris’ Bestechung ein, wird jedoch von Obelix mit buchstäblich handfesten Methoden verhört, sodass er rasch gesteht. Daraufhin beschließen die Gallier, selber in den Steinbrüchen nach dem Rechten zu sehen. Unterwegs besichtigen sie die Pyramiden von Gizeh und die Sphinx. Bei dem Versuch, vom Kopf der Sphinx aus die Aussicht zu betrachten, bricht Obelix deren Nase ab. Nachdem Miraculix sich von einem Andenkenhändler hat porträtieren lassen, folgen die drei Gallier der Einladung des als Fremdenführer verkleideten Schraubzieris, eine der Pyramiden von innen zu besichtigen. Obelix verspricht Idefix einen Knochen, falls er draußen brav auf ihn wartet. Schraubzieris kann die Gallier in einer Kammer der Pyramide einschließen. Zwar kann Obelix dank des Zaubertranks die zugeworfene Steintür zertrümmern, doch finden sie sich in dem Labyrinth nicht mehr zurecht. Schließlich werden sie aber von Idefix, der nicht mehr länger warten wollte, aufgespürt und aus der Pyramide gelotst.
Während sie Luxor besichtigen, meldet Schraubzieris seinem Herrn, dass die Gallier aus der Pyramide entkommen seien. Daraufhin schickt Pyradonis an Kleopatra einen vergifteten Kuchen, der angeblich von den Galliern stammt. Diese lässt den Kuchen durch ihren Vorkoster überprüfen, der sofort eindeutige Vergiftungssymptome zeigt. Daraufhin werden die Gallier verhaftet und in einen Kerker gesperrt. Miraculix braut ein Antidot, womit es ihm gelingt, Kleopatra davon zu überzeugen, dass der Kuchen eigentlich in Ordnung und nur der Vorkoster indisponiert gewesen sei, woraufhin Kleopatra ihren durch das Antidot geheilten Vorkoster entlässt. Auf die Baustelle zurückgekehrt, müssen die Gallier erfahren, dass Numerobis verschwunden ist. Sie finden ihn in Mumienbinden eingewickelt in einem Sarkophag in Pyradonis’ Keller und nehmen daraufhin Pyradonis und Schraubzieris gefangen und als Arbeiter mit auf ihre Baustelle.
Caesar ist überrascht und empört durch die Fortschritte, die der Bau macht, und schickt seinen Spion Ginfiz auf die Baustelle. Dieser meldet seinem Herrscher, dass die drei unbeugsamen Gallier vor Ort sind und Numerobis’ Arbeiter mit Zaubertrank versorgen, woraufhin Caesar die Baustelle mit Legionären abriegelt und mit Onagern beschießen lässt. Nun beauftragen die Gallier Sekretaris, an Kleopatra einen Brief über diese Vorgänge zu verfassen. Obelix besteht darauf, dass Idefix diese Botschaft überbringen soll, doch dieser versteht nicht, was von ihm verlangt wird, und macht nur Männchen vor seinem Herrn. Um den entnervten Obelix zu versöhnen, trägt Asterix den Hund schließlich in Kleopatras Palast, wo er sein Kunststückchen wiederholt und mit einem Knochen belohnt wird, den der neue Vorkoster erst überprüft. Die erzürnte Kleopatra reist danach in Windeseile zu der Baustelle und hält Caesar eine Standpauke, so dass dieser kleinlaut verspricht, den durch die Katapultkugeln angerichteten Schaden schleunigst wieder zu beseitigen.
Der Bautermin kann schließlich eingehalten werden. Numerobis wird mit Gold überschüttet und versöhnt sich mit Pyradonis. Die Gallier kehren auf dem ägyptischen Schiff nach Hause zurück. Nach der Rückkehr wird das traditionelle Bankett veranstaltet. Die Reise hat allerdings ein kleines Nachspiel: Obelix haut seine Hinkelsteine nun in Obeliskenform, was Häuptling Majestix sehr missfällt.

### Historischer Hintergrund
Kleopatra wird im Comic als Ägypterin dargestellt, ihre äußerliche Erscheinung ist nordafrikanisch gehalten. Gegenüber Caesar betont sie auch die Größe und kulturellen Leistungen des ägyptischen Volkes, dem sie sich zugehörig fühlt. Tatsächlich handelte es sich bei der historischen Kleopatra jedoch um keine Ägypterin, sondern eine aus dem alten makedonischen Adel stammende Griechin. Sie gehörte der dünnen hellenistischen Oberschicht an, die nach dem Tode Alexanders des Großen das Land am Nil beherrschte. Griechisch war auch die Sprache am Hof, der Verwaltung und im Militär. Ägypten war zu dieser Zeit Teil des hellenistischen Kulturraums, die Griechen führten jedoch viele Kulte der Ägypter fort, es kam auch zur Verschmelzung ägyptischer und griechischer Vorstellungen, etwa in Form des Gottes Serapis. Das Ägypten des Comics entspricht in seiner Darstellung viel mehr dem traditionellen Ägypten als dem römerzeitlichen, so finden sich dort keine Hinweise auf die Präsenz der griechischen Kultur.
Kleopatra war nicht die einzige weibliche Respektsperson in Ägypten. Frauen hatten zu der Zeit relativ weitgehende Rechte und konnten sogar Berufe ausüben wie etwa Ärztin, Kauffrau, Priesterin oder Schreiberin.
Kleopatra begibt sich mit einem Wagen zu der Baustelle, der von schwarzhäutigen Nubiern gezogen wird. Tatsächlich wurden die Nubier in Ägypten oft als Sklaven dargestellt, was sie in Wirklichkeit jedoch nicht waren. Sie dienten vielmehr häufig als Soldaten und stellten sogar die sechs Pharaonen der 25. Dynastie (um 750–657 v. Chr.).
Als Kleopatras Lieblingsspeise werden in Essig aufgelöste Perlen genannt. Dies geht auf einen Bericht Plinius des Älteren im neunten Band seiner Naturalis historia zurück, der allerdings auf einer Legende beruht, da sich Perlen in Essig nicht auflösen.

### Anspielungen
1962 war der Monumentalfilm Cleopatra mit Liz Taylor, Richard Burton und Rex Harrison gedreht worden. Der Comic zitiert diesen Film an mehreren Stellen; so übernimmt er die Darstellung des Throns der ägyptischen Königin ebenso aus dem Film wie den auf S. 23 gezeigten Wagen. Das bis 2002 verwendete Titelbild des Comics zitierte das Plakat zum Monumentalfilm und spielte mit seiner Auflistung der für den Band verbrauchten Materialien (neben diversen Zeichenutensilien auch 67 Liter Bier) auf die immensen Kosten für den Kinofilm an.
Ein Running Gag in diesem Band ist die Anspielung auf Kleopatras „hübsche Nase“ – er spielt auf eine Äußerung Blaise Pascals an: «Le nez de Cléopâtre: s’il eût été plus court, toute la face du monde aurait changé.» (‚Die Nase Kleopatras: Wäre sie kürzer gewesen, hätte sich das gesamte Antlitz der Welt geändert.‘) Dieser Running Gag wird in späteren Banden im Zuge von Kleopatras sporadischen Auftritten immer wieder aufgegriffen.
Als Numerobis bei den Galliern eintrifft, sitzen Asterix und Miraculix gerade bei einem Würfelspiel und Obelix sagt voraus, dass das – in Frankreich heute sehr beliebte – Spiel 421 sich nie durchsetzen werde.
Miraculix stellt Numerobis den Dorfbewohnern als „Alexandriner“ vor, was ein Wortspiel ist. Einerseits sagt er damit, dass dieser aus Alexandrien kommt, andererseits meint er damit das Versmaß des von Numerobis zur Begrüßung gesprochenen Satzes („Ich bin, mein lieber Freund, sehr glücklich, Dich zu sehen!“).
Sekretaris, der Schreiber des Numerobis, ist eine Karikatur des Sitzenden Schreibers im Louvre. Er bezeichnet die heute als tote Sprachen geltenden Sprachen aus seiner Perspektive als lebende Sprachen. Beim Verhör des Schiffsführers dient er als Simultanübersetzer; die Hieroglyphen in der Sprechblase des Verhörten stammen eigentlich aus dem Papyrus Ani, einer Version des ägyptischen Totenbuchs. In den Sprechblasen der Ägypter sind meist Pseudohieroglyphen zu sehen, nur die unmittelbar für das Handlungsverständnis notwendigen Texte werden in „synchronisierter“ Fassung gezeigt.
Die (im Comic durch Obelix) abgebrochene Nase der Sphinx veranlasst alle Andenkenhändler, ihre Nippes nun ebenfalls zu verunstalten. Miraculix zitiert bei der Besichtigung der Pyramiden den Ausspruch Napoleons vom 21. Juli 1798 „vierzig Jahrhunderte blicken auf euch herab“, spricht aber natürlich nicht von 40 Jahrhunderten, sondern erst von 2000 Jahren.
Während der Besichtigung von Luxor erklärt Asterix den Gedanken, einen Obelisken auf dem Dorfplatz aufzustellen, für lächerlich. Heute steht der Obelisk von Luxor, der sich einst vor dem Tempel des Amun befand, auf der Place de la Concorde in Paris.
Auf dem Weg zu Pyradonis’ Haus kommen Asterix und Obelix an einem ägyptisch stilisierten modernen Fußgängerüberweg samt Straßenschild vorbei. Pyradonis liest den auf Papyrus geschriebenen „Pharaonen-Express“, als sie ihn überraschen.
Asterix empfiehlt beim Abschied Kleopatra, sich doch wieder an seine Landsleute zu wenden, wenn sie ein monumentales Bauvorhaben plane, und nennt dabei eine Verbindung des Roten Meers mit dem Mittelmeer. Damit spielt er auf den Suezkanal und dessen französischen Erbauer Ferdinand de Lesseps an.

### Anachronismen

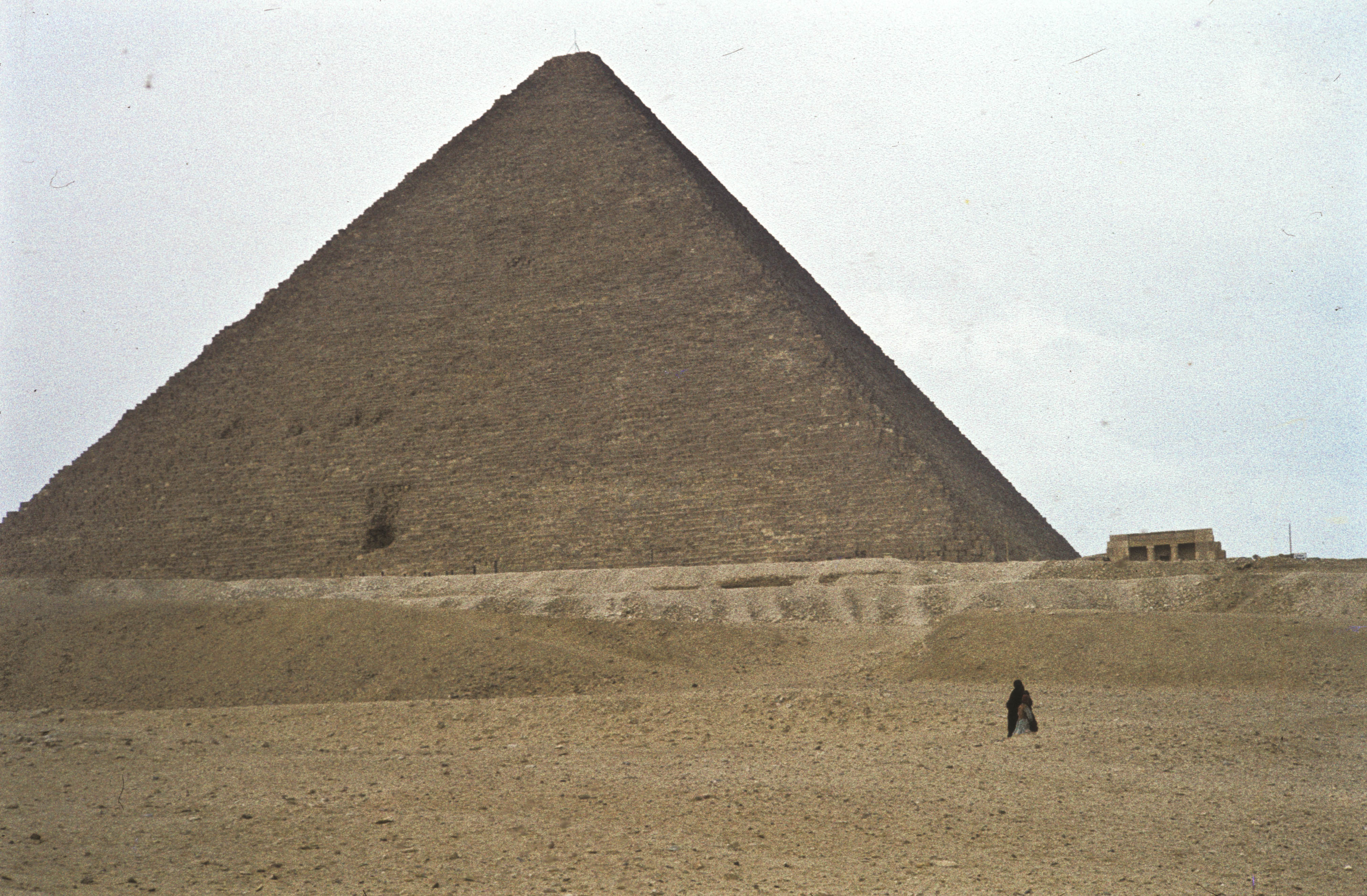
Südseite der Cheops-Pyramide mit gesprengter Bresche in das ins Kernmauerwerk

Das ägyptische Schiff ist anachronistischerweise mit einem Maschinentelegrafen ausgestattet.
Ebenfalls anachronistisch ist im Comic die Südseite der Cheops-Pyramide mit der bekannten Bresche (Vyse’s Hole) dargestellt. Diese wurde erst 1837 von dem britischen Pyramidenforscher Richard William Howard Vyse in das Bauwerk gesprengt.

## Veröffentlichung
Ursprünglich war Astérix et Cléopâtre ab dem 5. Dezember 1963 in 41 Folgen in den Heften 215–257 des Comicmagazins Pilote erschienen. Als Einzelalbum erschien Astérix et Cléopâtre erstmals 1965 bei Dargaud, ab 1966 wurde es als sechster Band der Reihe nachgedruckt, 1999 erfolgte eine Neuauflage bei Hachette (heute Lagardère-Gruppe). Die erste deutsche Auflage kam am 15. Januar 1969 beim Ehapa Verlag heraus; sie trägt die Nummer 2 der Reihe. Seit 2002 erscheint der Band mit einem veränderten Titelbild. Asterix und Kleopatra gehört mit mehr als 2,4 Millionen verkauften deutschsprachigen Exemplaren zu den erfolgreichsten Asterixbänden.
Der Comic diente als Vorlage für den 1968 erschienenen Zeichentrickfilm Asterix und Kleopatra und für den 2002 erschienenen Realfilm Asterix & Obelix: Mission Kleopatra.